# Kanton Isle-Loue-Auvézère
Der Kanton Isle-Loue-Auvézère ist seit 2015 ein französischer Wahlkreis in den Arrondissements Nontron und Périgueux, im Département Dordogne und in der Region Nouvelle-Aquitaine.

## Gemeinden
Der Kanton besteht aus 29 Gemeinden mit insgesamt 14.752 Einwohnern (Stand: 1. Januar 2022) auf einer Gesamtfläche von 555,44 km²:
| Gemeinde                  | Einwohner 1. Januar 2022 | Fläche km² | Dichte Einw./km² | Code INSEE | Postleitzahl | Arrondissement |
| ------------------------- | ------------------------ | ---------- | ---------------- | ---------- | ------------ | -------------- |
| Angoisse                  | 595                      | 23,13      | 26               | 24008      | 24270        | Nontron        |
| Anlhiac                   | 266                      | 11,86      | 22               | 24009      | 24160        | Nontron        |
| Brouchaud                 | 217                      | 11,94      | 18               | 24066      | 24210        | Nontron        |
| Cherveix-Cubas            | 555                      | 14,96      | 37               | 24120      | 24390        | Nontron        |
| Clermont-d’Excideuil      | 248                      | 9,99       | 25               | 24124      | 24160        | Nontron        |
| Coulaures                 | 758                      | 28,87      | 26               | 24137      | 24420        | Nontron        |
| Cubjac-Auvézère-Val d’Ans | 1.116                    | 39,56      | 28               | 24147      | 24640        | Nontron        |
| Dussac                    | 426                      | 20,26      | 21               | 24158      | 24270        | Nontron        |
| Excideuil                 | 1.195                    | 5,02       | 238              | 24164      | 24160        | Nontron        |
| Génis                     | 508                      | 25,92      | 20               | 24196      | 24160        | Nontron        |
| Lanouaille                | 938                      | 23,78      | 39               | 24227      | 24270        | Nontron        |
| Mayac                     | 322                      | 11,28      | 29               | 24262      | 24420        | Nontron        |
| Payzac                    | 977                      | 47,72      | 20               | 24320      | 24270        | Nontron        |
| Preyssac-d’Excideuil      | 147                      | 3,38       | 43               | 24339      | 24160        | Nontron        |
| Saint-Cyr-les-Champagnes  | 302                      | 15,81      | 19               | 24397      | 24270        | Nontron        |
| Saint-Germain-des-Prés    | 482                      | 19,01      | 25               | 24417      | 24160        | Nontron        |
| Saint-Jory-las-Bloux      | 239                      | 16,94      | 14               | 24429      | 24160        | Nontron        |
| Saint-Martial-d’Albarède  | 485                      | 10,28      | 47               | 24448      | 24160        | Nontron        |
| Saint-Médard-d’Excideuil  | 545                      | 18,35      | 30               | 24463      | 24160        | Nontron        |
| Saint-Mesmin              | 334                      | 29,58      | 11               | 24464      | 24270        | Nontron        |
| Saint-Pantaly-d’Excideuil | 160                      | 8,46       | 19               | 24476      | 24160        | Nontron        |
| Saint-Raphaël             | 94                       | 7,13       | 13               | 24493      | 24160        | Nontron        |
| Saint-Sulpice-d’Excideuil | 368                      | 19,72      | 19               | 24505      | 24800        | Nontron        |
| Saint-Vincent-sur-l’Isle  | 309                      | 9,98       | 31               | 24513      | 24420        | Nontron        |
| Salagnac                  | 717                      | 9,08       | 79               | 24515      | 24160        | Nontron        |
| Sarlande                  | 423                      | 34,74      | 12               | 24519      | 24270        | Nontron        |
| Sarrazac                  | 364                      | 29,89      | 12               | 24522      | 24800        | Nontron        |
| Savignac-Lédrier          | 715                      | 26,90      | 27               | 24526      | 24270        | Nontron        |
| Savignac-les-Églises      | 947                      | 21,90      | 43               | 24527      | 24420        | Périgueux      |
| Kanton Isle-Loue-Auvézère | 14.752                   | 555,44     | 27               | 2406       | –            | –              |

## Veränderungen im Gemeindebestand seit der landesweiten Neuordnung der Kantone
2017: Fusion Cubjac, La Boissière-d’Ans und Saint-Pantaly-d’Ans → Cubjac-Auvézère-Val d’Ans